# Rhinopoma hadramauticum
Rhinopoma hadramauticum (Benda, Reiter, Al-Jumaily, Nasher & Hulva, 2009) è un pipistrello della famiglia  endemico dello Yemen.

## Descrizione

### Dimensioni
Pipistrello di medie dimensioni, con la lunghezza della testa e del corpo tra 58 e 68 mm, la lunghezza dell'avambraccio tra 52 e 55,7 mm, la lunghezza della coda tra 54 e 62 mm, la lunghezza delle orecchie tra 19,6 e 21,6 mm e un peso fino a 11,2 g.

### Aspetto
La pelliccia è corta e fine. La groppa e il basso ventre sono privi di peli. Il colore generale del corpo varia dal grigiastro al bruno-grigiastro. I maschi adulti hanno un ampio collare bruno-giallastro. Il muso è rivolto all'insù, con una cresta cutanea relativamente grande, il cui margine superiore è trapezoidale. Gli occhi sono grandi. Le orecchie sono grigie, triangolari, unite sulla fronte da una membrana cutanea. Il trago è largo, con l'estremità biforcuta e diverse dentellature sul margine posteriore. Le membrane alari sono grigie e attaccate posteriormente sulla tibia, ben sopra le caviglie. La coda è molto lunga, sottile e si estende ben oltre l'uropatagio il quale è ridotto ad una sottile membrana. È privo di calcar.

## Biologia

### Comportamento
È stata osservata un'unica colonia di circa 150 individui all'interno di un edificio abbandonato.

## Distribuzione e habitat
Questa specie è diffusa nello Yemen sud-orientale.

## Conservazione
Questa specie, essendo stata scoperta solo recentemente, non è stata sottoposta ancora a nessun criterio di conservazione.